# لیخنووه (شهرستان مالبورک)
لیخنووه (به لاتین: Lichnowy) یک روستا در لهستان است که در گمینا لیخنووه واقع شده‌است. لیخنووه ۹۷۳ نفر جمعیت دارد.